# 片岡宏一郎
片岡 宏一郎（かたおか こういちろう、1969年〈昭和44年〉5月9日 - ）は、日本の経産官僚。

## 来歴
京都府京都市出身。1988年（昭和63年）、立命館高等学校卒業。1992年（平成4年）、京都大学法学部卒業。同年、通商産業省入省。入省後、主にエネルギー政策に携わり、プリンストン大学公共政策大学院を経て、経済産業政策局産業構造課長、資源エネルギー庁電力・ガス事業部電力市場整備課長、同庁省エネルギー・新エネルギー部新エネルギー対策課長、経済産業大臣秘書官、経済産業省大臣官房参事官（エネルギー政策担当）、資源エネルギー庁省エネルギー・新エネルギー部政策課制度審議室長、経済産業政策局経済産業政策課長、経済産業省大臣官房政策審議室長、経済産業政策局参事官、経済産業省大臣官房秘書課長などを歴任。東日本大震災発災の際には、資源エネルギー庁電力・ガス事業部において電力システムの改革や電力会社の電気料金値上げの総括に携わり、秘書課長として経済産業省の人材育成政策の改革に従事した。
2021年（令和3年）7月1日、経済産業省大臣官房総括審議官兼公文書管理官に就任。同日、内閣官房内閣審議官（内閣官房副長官補付）を併任。
2022年（令和4年）7月1日、経済産業省大臣官房福島復興推進グループ長兼内閣官房原子力発電所事故による経済被害対応室長に就任。福島復興推進グループ長として、福島第一原子力発電所（以下、福島第一原発）の廃炉や汚染水対策、被災地の復興支援、被災地の産業再生などの政策を担当し、在任中、福島第一原発のALPS処理水の海洋放出の対応にあたり、安全性に関する情報発信、海産物等の消費推進などに努めた。
2024年（令和6年）7月1日、経済産業省大臣官房長に就任。

#### リスト
1. ↑  [3][5][10][11][12][13][14][15][16][17][18]